# Secret of the Runes
Secret of the Runes – wydany w 2001 r. studyjny album szwedzkiego zespołu Therion.

## Lista utworów
1. „Ginnungagap (Prologue)” – 6:10
2. „Midgård” – 5:04
3. „Asgård” – 4:07
4. „Jotunheim” – 3:43
5. „Schwarzalbenheim” – 5:18
6. „Ljusalfheim” – 3:53
7. „Muspelheim” – 2:13
8. „Nifelheim” – 4:33
9. „Vanaheim” – 4:02
10. „Helheim” – 3:18
11. „Secret Of The Runes (Epilogue)” – 4:30
12. „Crying Days” (cover Scorpions)[2] – 4:32
13. „Summernight City” (cover ABBA) – 4:55

### Wersja limitowana
Wersja limitowana zawiera ponadto utwory „The Wings of the Hydra (live)” i „Black Sun (live)”.

## Twórcy albumu
- Christofer Johnsson – gitara rytmiczna, instrumenty klawiszowe, perkusja
- Kristian Niemann – gitara prowadząca, gitara rytmiczna
- Johan Niemann – gitara basowa
- Sami Karppinen – perkusja
- Piotr Wawrzeniuk – wokal prowadzący

Soliści (smyczkowi i wokalni):
- Marika Schonberg: sopran
- Erika Andersson: alt
- Carl Rahmqvist: tenor-baryton
- Anna Rodell: skrzypce
- Asa Akerberg: wiolonczela
- Thomas Karlsson: szept w utworze „Ljusalfheim”

Chór:
- Kristina Hansson: sopran koloraturowy
- Anna-Maria Krawe: sopran
- Anna Artursson: alt
- Marika Schonberg: alt
- Henrik Holmberg: tenor
- Patrik Forsman: tenor
- Carl Rahmqvist: tenor-baryton
- Joakim Berg: bas-baryton

Zespół smyczkowy:
- Anna Rodell: 1. skrzypce
- Josef Cabrales-Alin: 1. skrzypce
- Malin Samuelsson: 2. skrzypce
- Johan Moren: 2. skrzypce
- Linda Svedrup: altówka
- Niklas Sjunesson: altówka
- Asa Akerberg: wiolonczela
- Monica Jonsson: wiolonczela

Instrumenty dęte drewniane:
- Fareidah Hildebrand: flet, flet altowy, pikolo
- Erik Rodell: obój, rożek angielski
- Henrik Blixt: fagot, kontrafagot

Zespół instrumentów dętych:
- Mikael Sorensen: trąbka, skrzydłówka
- Ayman Al Fakir: róg francuski, Wagner tuba
- Kristina Borg: róg francuski
- Rune Bodin: puzon

- Thomas Ewerhard – oprawa graficzna, okładka

## Pozycje na listach
| Lista                | Kraj   | Pozycja |
| -------------------- | ------ | ------- |
| OLiS                 | Polska | 38      |
| Media Control Charts | Niemcy | 74      |